# Canton Road

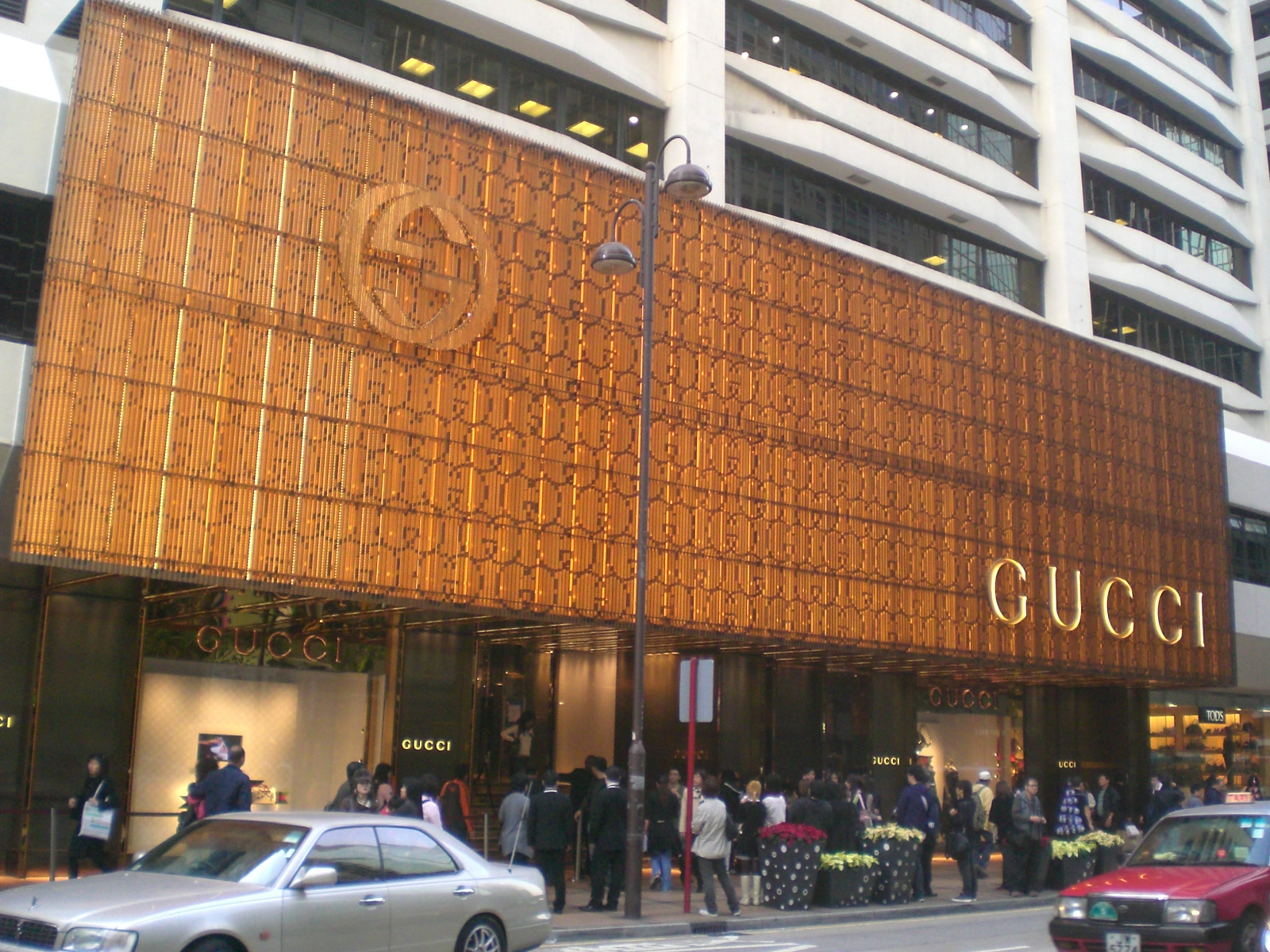
Tienda de Gucci en la sección de Tsim Sha Tsui.

Canton Road es una calle situada en Hong Kong, China, que conecta la antigua costa de las tierras ganadas al mar en Tsim Sha Tsui, Jordan, Yau Ma Tei y Mong Kok con la península de Kowloon. La calle discurre en su mayor parte paralela y al oeste de Nathan Road. Empieza al sur en la intersección con Salisbury Road y termina en el norte en la intersección con Lai Chi Kok Road, en la zona Prince Edward. La parte sur de Canton Road alberga muchas tiendas de lujo, centros comerciales y otros establecimientos, y tiene un intenso tráfico tanto de vehículos como de peatones desde la mañana hasta tarde por la noche.

## Nombre
La calle se llamaba originalmente MacDonnell Road. Para evitar la confusión con la MacDonnell Road de la isla de Hong Kong, su nombre se cambió a Cantón Road en 1909. Las calles de la zona se llamaron en su mayoría en honor a ciudades de China y Vietnam. El traductor de Canton Road pensó equivocadamente que Canton quería decir Guangdong (廣東) en lugar de la ciudad de Cantón (廣州).

## Secciones y lugares de interés
Canton Road no es una calle continua, sino que está dividida en tres secciones como resultado de la urbanización en los últimos cien años, divididas por una importante urbanización (Prosperous Garden) y un cruce de calles (Jordan Road). La siguiente lista sigue un orden sur-norte. (W) indica que está situado en el lado oeste de la calle, mientras que (E) indica el lado este.

### Sección de Tsim Sha Tsui

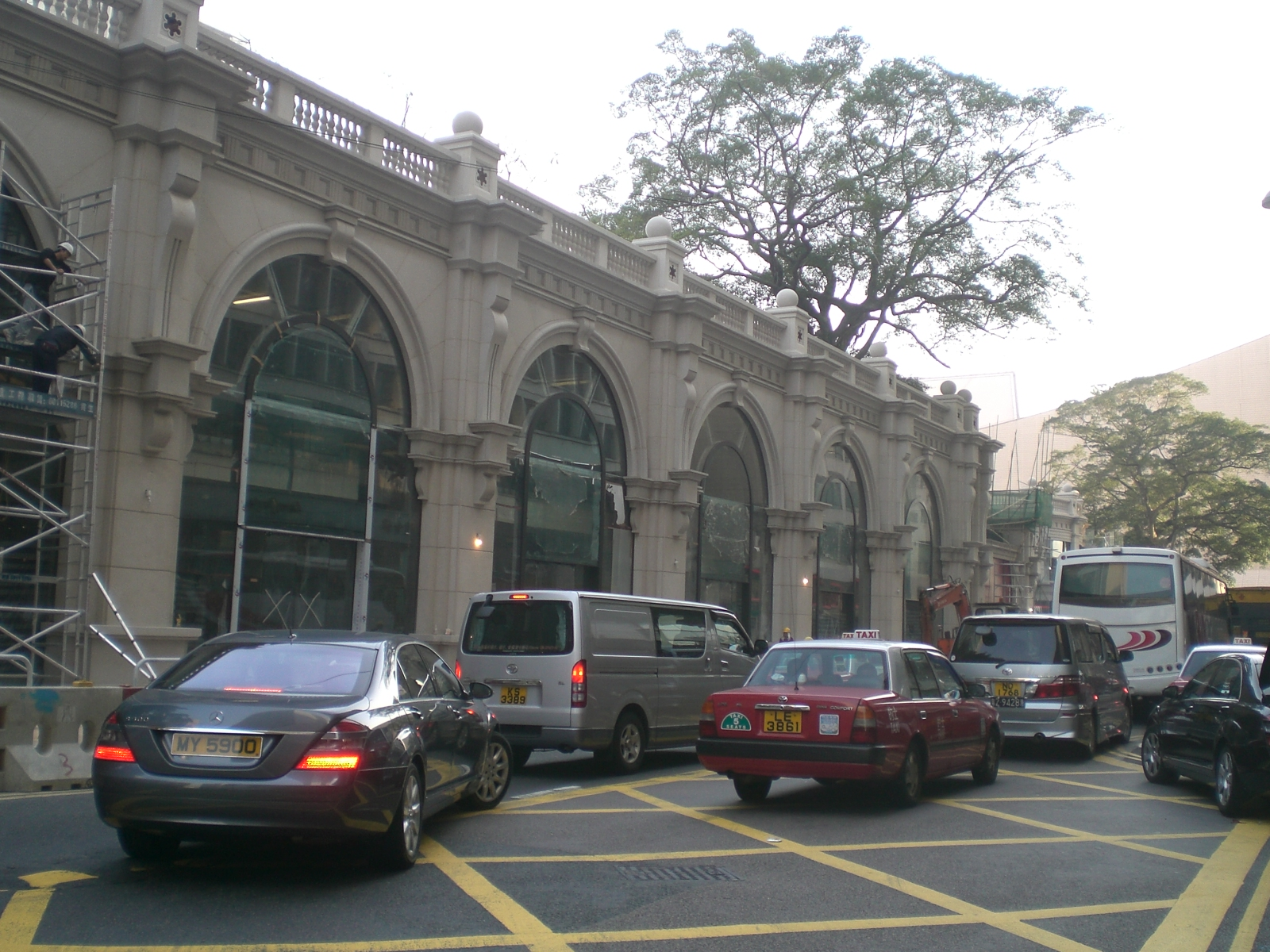
Extremo sur de Canton Road, junto al Former Marine Police Headquarters.

Esta sección empieza en Salisbury Road y termina en Jordan Road. Sus principales puntos de interés son:
- (W) Star House, en la intersección con Salisbury Road y frente a la estación de autobús del Tsim Sha Tsui Ferry Pier.
- (E) Former Marine Police Headquarters, en la intersección con Salisbury Road. Es un monumento declarado, y ha sido renombrado 1881 Heritage y transformado en un centro comercial y hotel.
- (W) Harbour City, que contiene el Marco Polo Hong Kong Hotel, la Ocean Terminal, el Ocean Centre y The Gateway.
- (E) One Peking Road, un rascacielos que contiene oficinas y un centro comercial, en la intersección con Peking Road
- (E) > intersección con Peking Road.
- (E) Silvercord (新港中心) y la Silvercord Arcade (n.º 30), en la intersección con Haiphong Road.
- (E) > intersección con Haiphong Road.
- (E) > intersección con Kowloon Park Drive.
- (W) China Hong Kong City, que contiene la Hong Kong China Ferry Terminal
- (E) una pequeña parte del Parque de Kowloon.
- (E) Lai Chack Middle School (número 180).
- (W) Tsim Sha Tsui Fire Station (número 333).
- (E) Victoria Towers (número 188), en la intersección con Austin Road.
- (E) > intersección con Austin Road.
- (W) salida F de la estación Austin del Metro de Hong Kong.
- (W) Canton Road Government Offices (廣東道政府合署) (n.º 393), actualmente demolidas. Fue uno de los edificios de oficinas del gobierno más antiguos[2] hasta que fue demolido en 2011.
- (E) > intersección con Bowring Street.
- (W) > intersección con Wui Cheung Road.
- (E) King George V Memorial Park, en la intersección con Jordan Road.

### Sección de Jordan a Yau Ma Tei

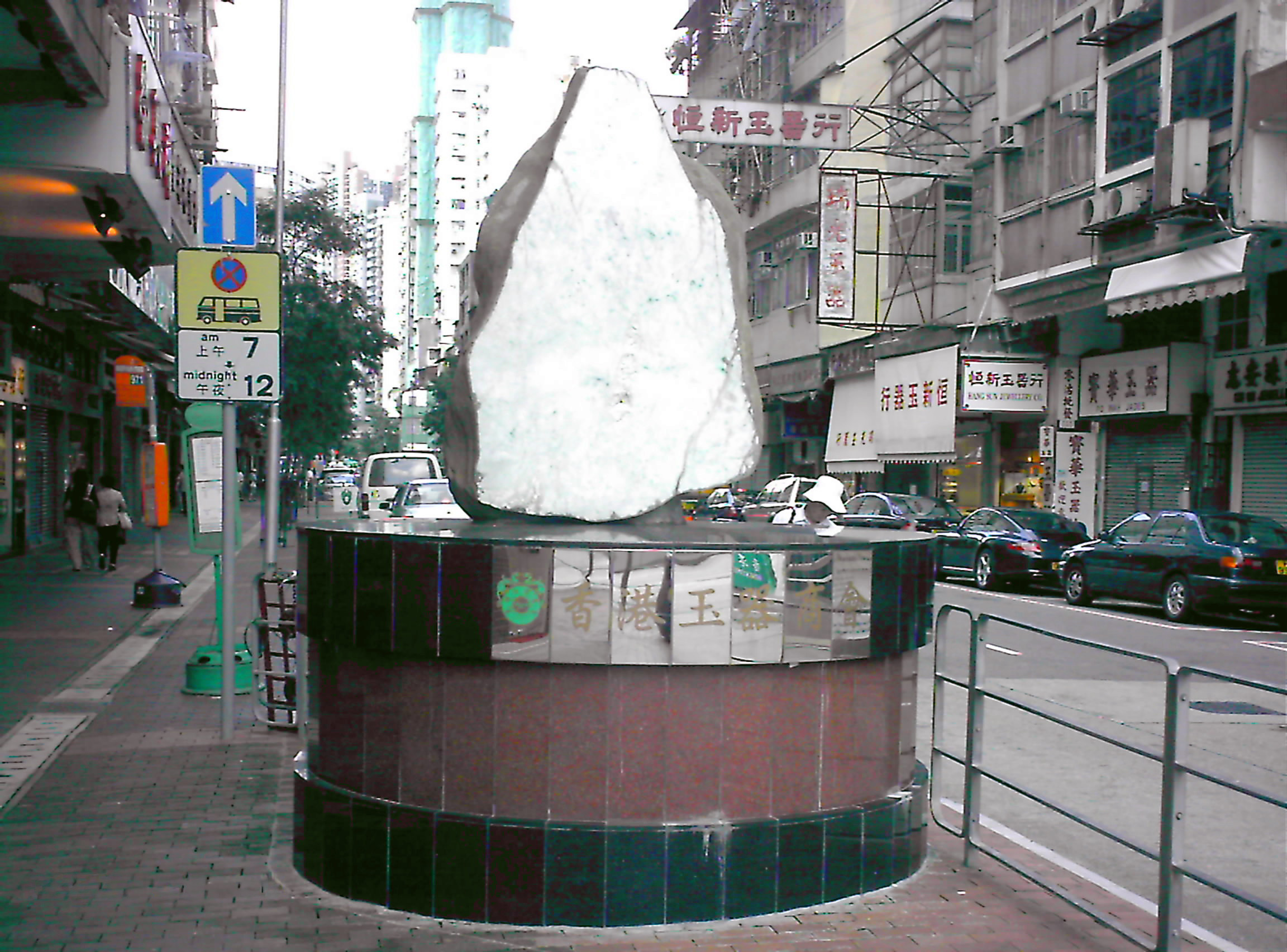
Monumento de jade en Canton Road, cerca de la intersección con Jordan Road.

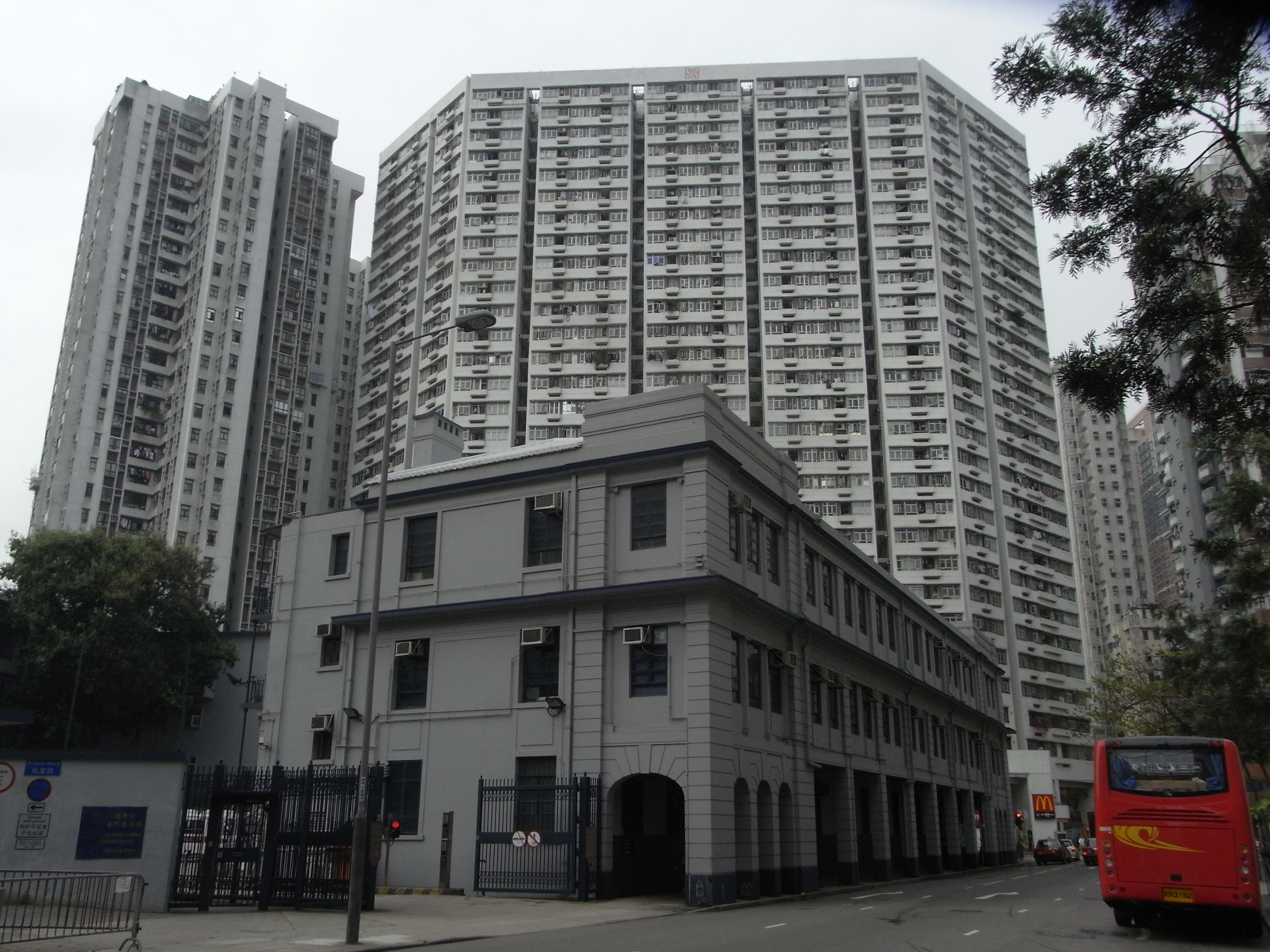
Prosperous Garden detrás de la Yau Ma Tei Police Station.

La sección empieza en Jordan Road y termina en Public Square Street. La parte de esta sección entre Jordan Road y Kansu Street se llama a veces Jade Street (calle del jade) debido al número de joyerías que venden jade presentes en esta zona.
- (W) una piedra de jade gigante cerca de la intersección con Jordan Road (lado norte).[5][6]
- (E) > intersección con Nanking Street.
- (E) > intersección con Ning Po Street.
- > intersección con Saigon Street.
- (E) número 578 de Canton Road, un edificio candidato a ser protegido, en la intersección con Saigon Street.
- (E) > intersección con Pak Hoi Street.
- > intersección con Kansu Street.
- (W) Yau Ma Tei Police Station, un edificio histórico de grado III, en la intersección con Public Square Street.

La calle está interrumpida al norte de Public Square Street, y en su lugar se sitúa Prosperous Garden, una urbanización. La Cinemateca Broadway se sitúa dentro del Prosperous Garden.

### Sección de Yau Ma Tei

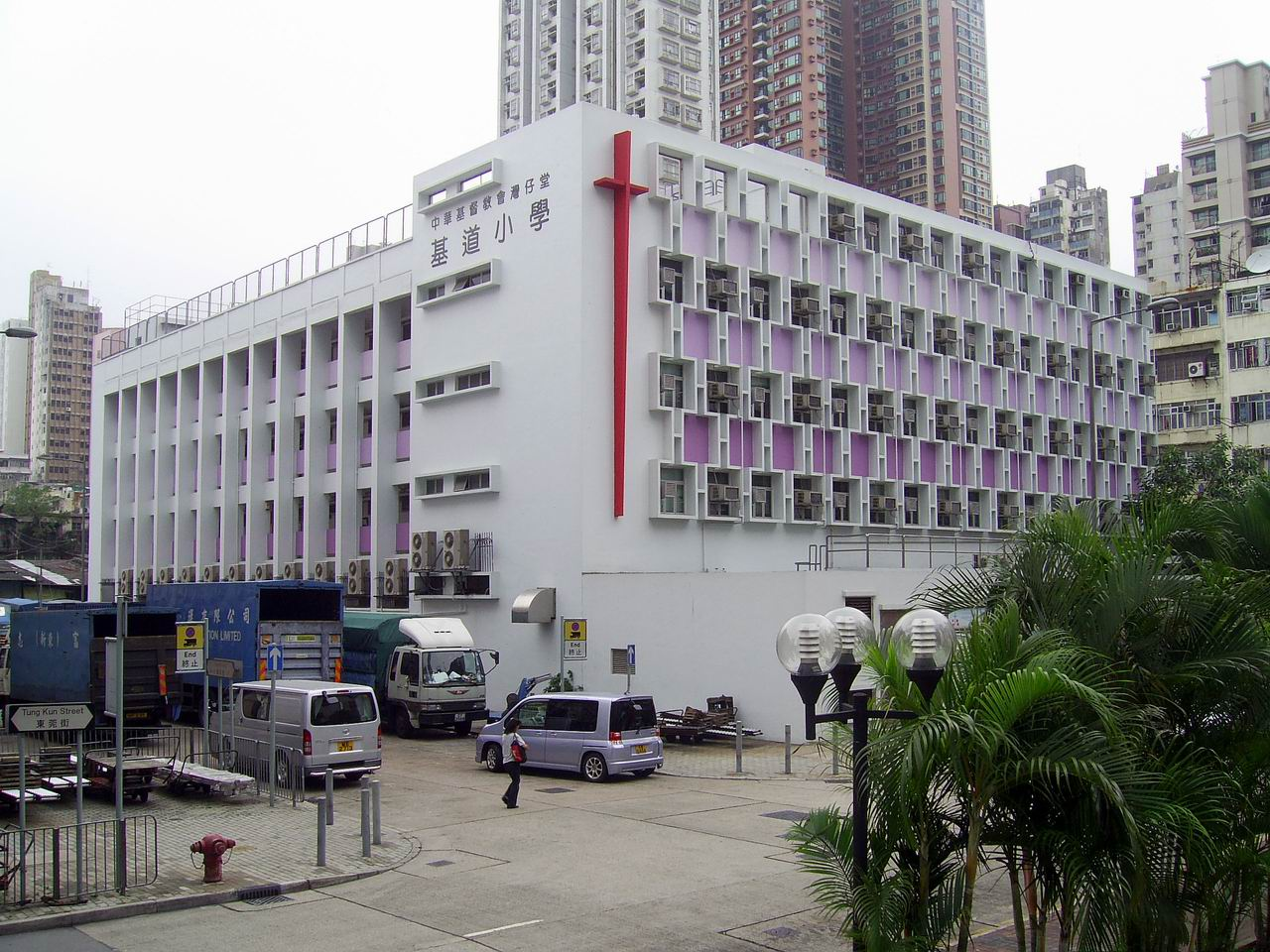
La sección de Yau Ma Tei: una escuela primaria ocupa todo el lado este de esta sección. Los vehículos discurren por Canton Road.

Esta corta sección (tiene solo unos treinta metros de longitud) empieza en Tung Kun Street, al norte del Prosperous Garden y termina en el Yau Ma Tei Fruit Market, un edificio histórico de grado III. Esta sección está bordeada por dos colegios:
- (W) Tung Koon District Society Fong Shu Chuen School
- (E) Wanchai Church Kei To School

### Sección de Yau Ma Tei a Prince Edward

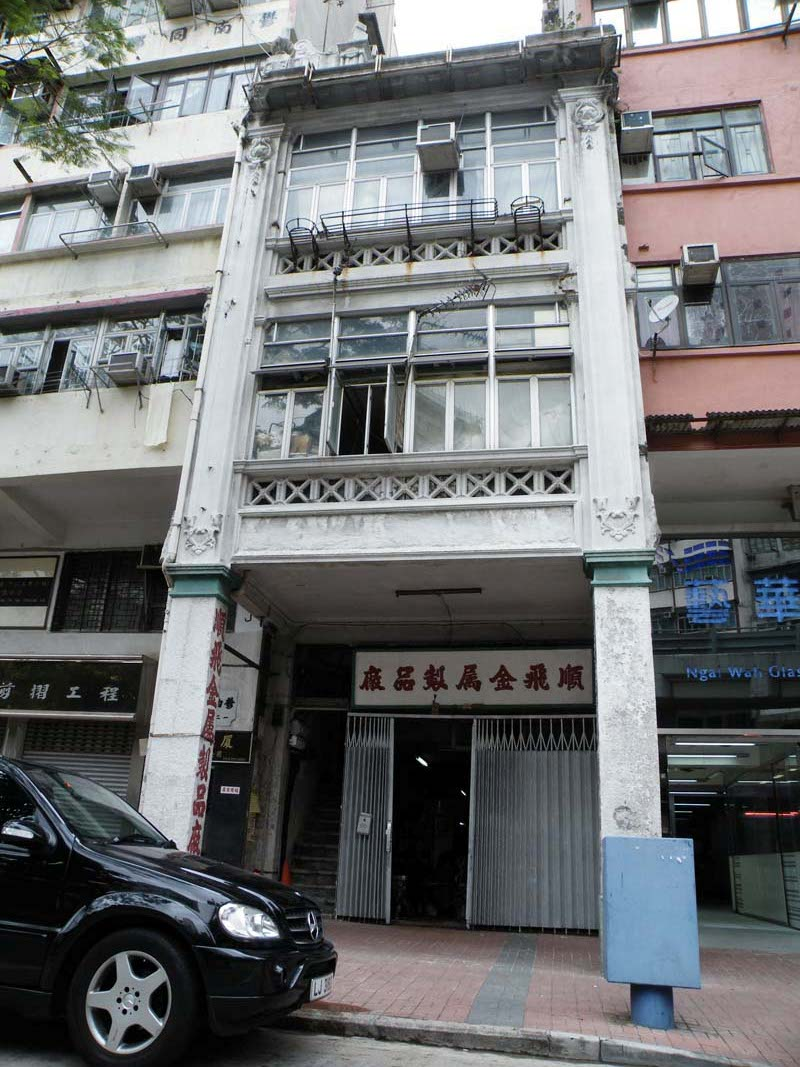
Número 1235 de Canton Road.

Esta sección empieza en Waterloo Road, al norte del Yau Ma Tei Fruit Market, y termina en Lai Chi Kok Road. Esta sección tiene un mercado callejero en la zona de Mong Kok.
- > intersección con Pitt Street.
- (E) > intersección con Hamilton Street.
- > intersección con Dundas Street.
- > intersección con Soy Street.
- > intersección con Shantung Street.
- > intersección con Nelson Street.
- (W) > intersección con Nam Tau Street.
- (W) Mongkok Market Complex entre la intersección con Nam Tau Street y Argyle Street.
- > intersección con Argyle Street.
- (W) China Cafe (n.º 1081),[8] un cha chaan teng que ha aparecido en varias películas de Hong Kong, como Fulltime Killer (2011),[9] PTU (2003),[10] Election (2005)[11] y Whispers and Moans (2007).
- (E) > intersección con Fife Street.
- > intersección con Mong Kok Road.
- > intersección con Bute Street.
- > intersección con Arran Street.
- > intersección con Prince Edward Road West.
- (W) número 1235 de Canton Road, un tong lau candidato a ser edificio protegido.

## West Rail Line
Se propuso que se construyera una estación llamada Canton Road en el Kowloon Southern Link de la West Rail Line, debajo de la sección de Tsim Sha Tsui de la calle, junto a Harbour City. Este proyecto fue aplazado tras el fracaso de las negociaciones entre KCRC y The Wharf sobre la financiación. En agosto de 2009 abrió otra estación, Austin, cerca de la intersección de Canton Road y Wui Cheung Road en Kwun Chung.

## Galería de imágenes

### Sección de Tsim Sha Tsui

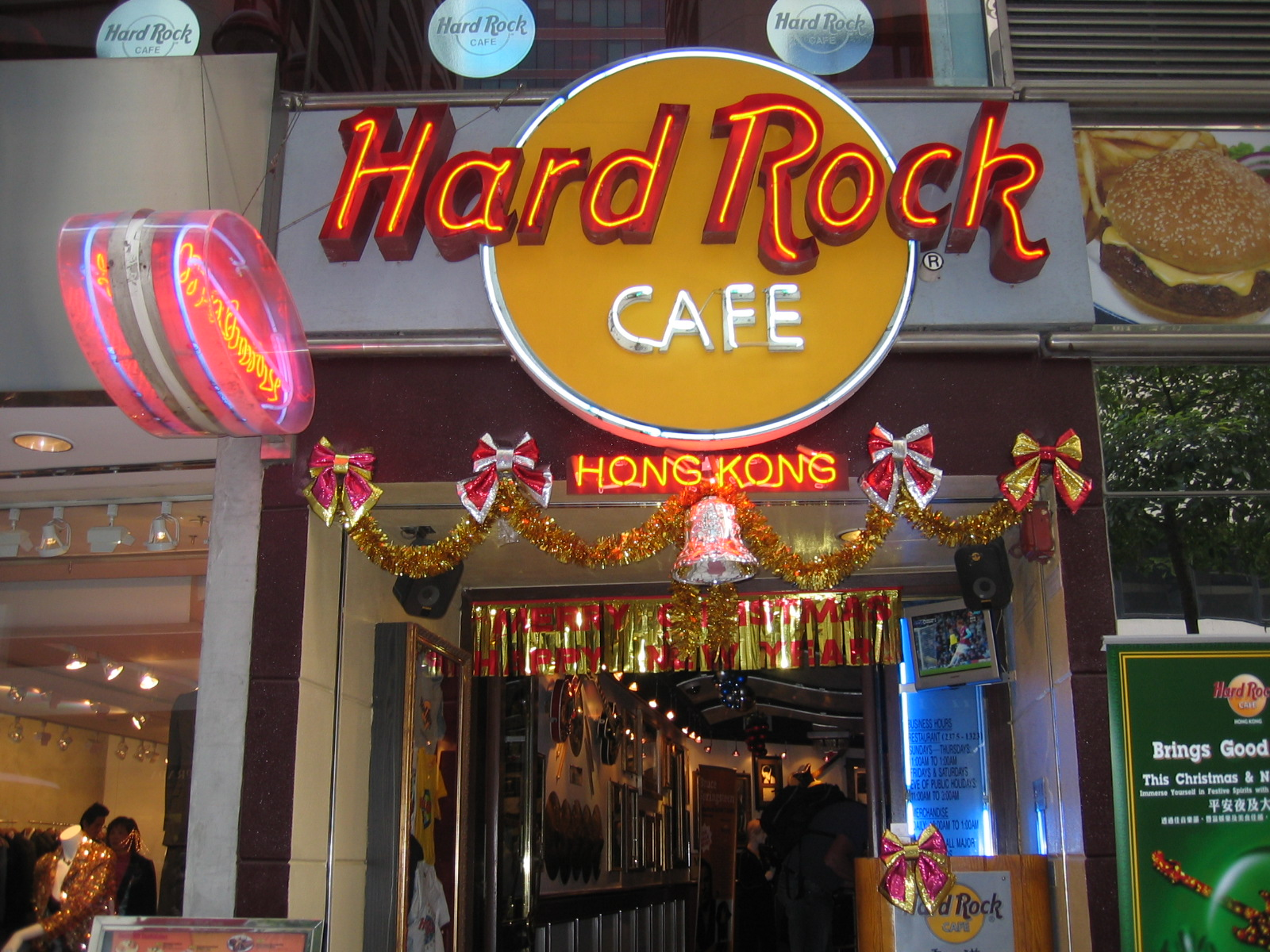
El Hard Rock Cafe en la planta baja y la primera planta de Silvercord (cerrado el 24 de noviembre de 2008).
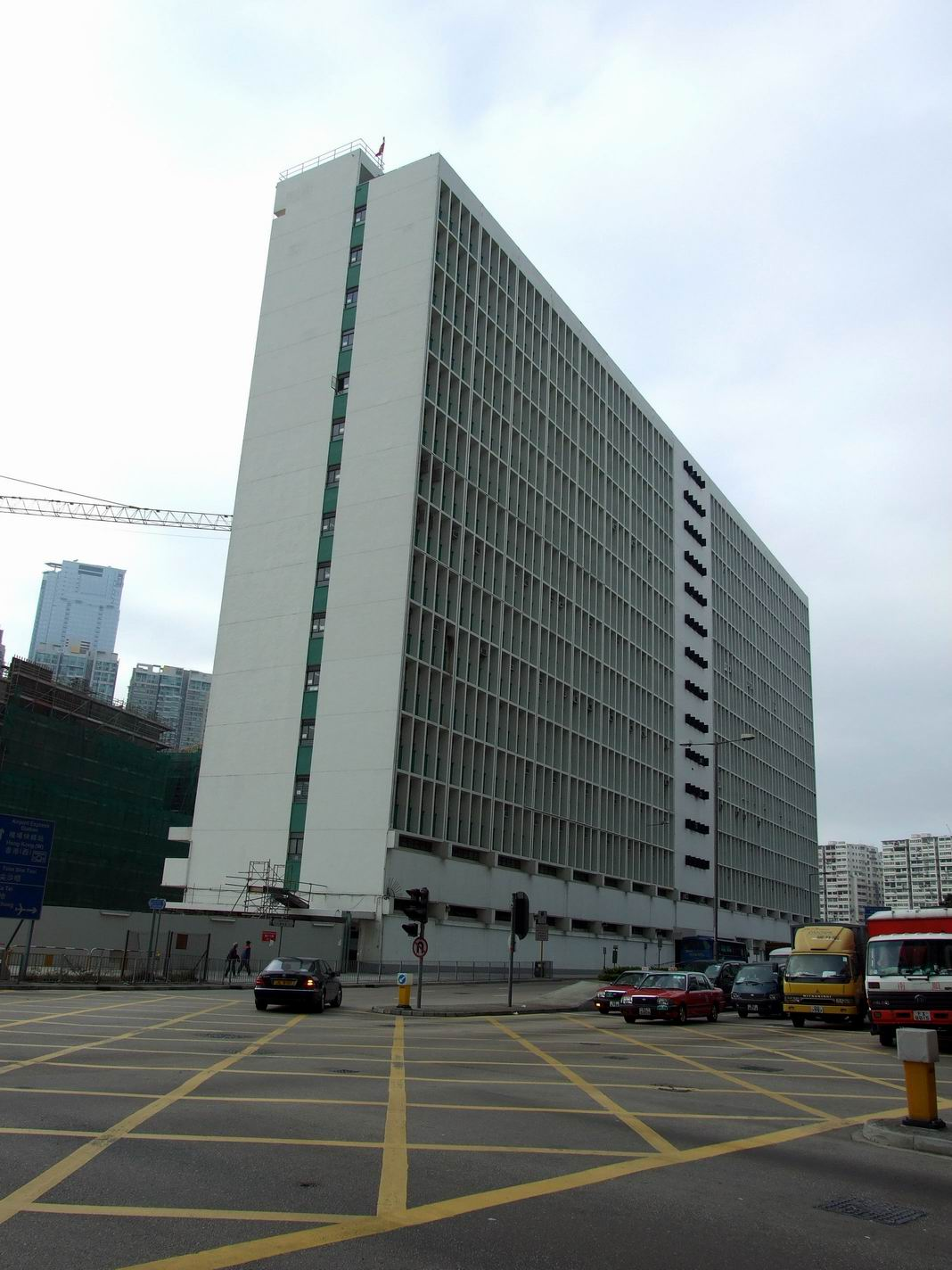
Canton Road Government Offices, demolidas en 2011.
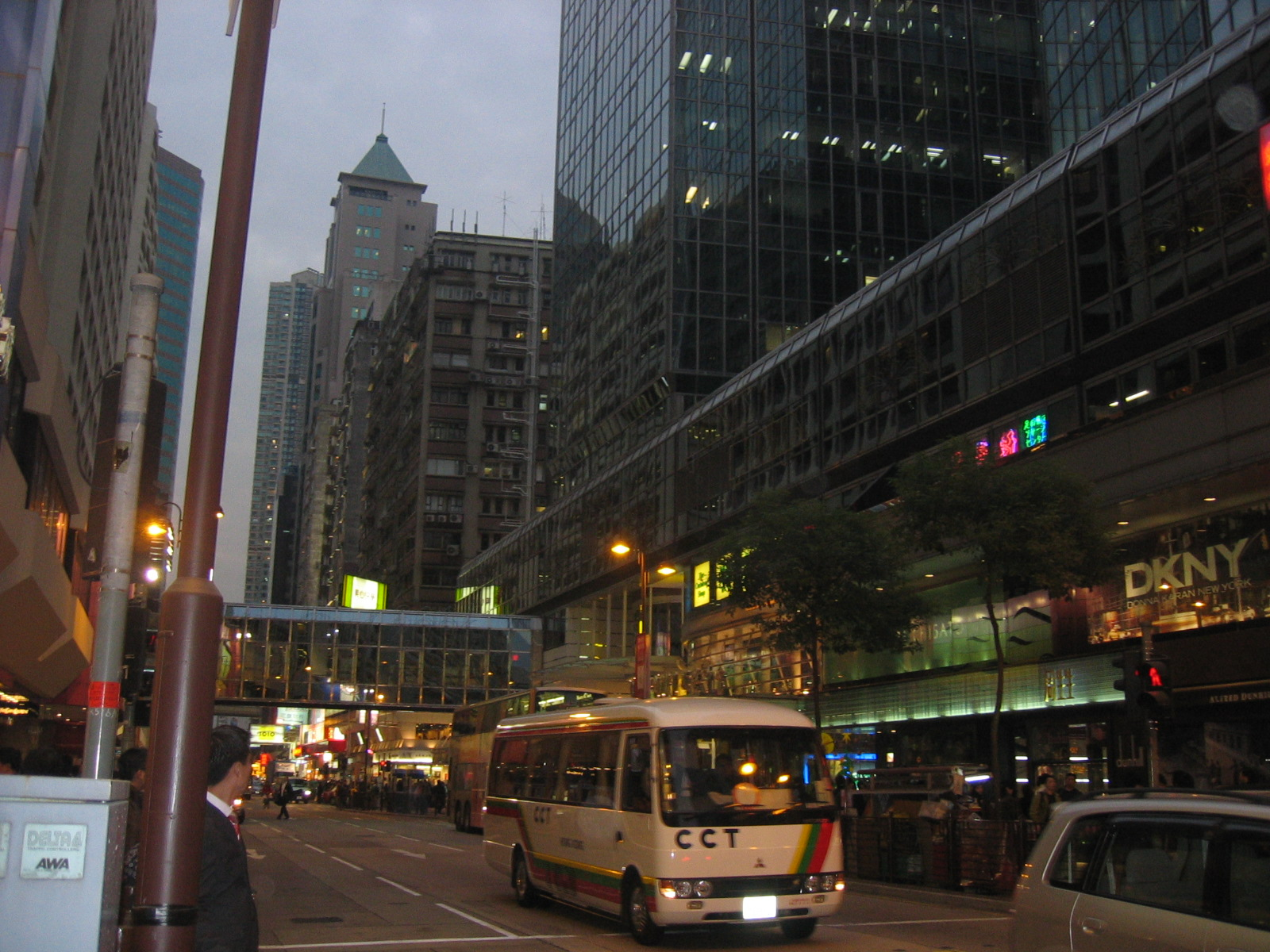
Canton Road cerca de Silvercord al atardecer, mirando hacia el norte.
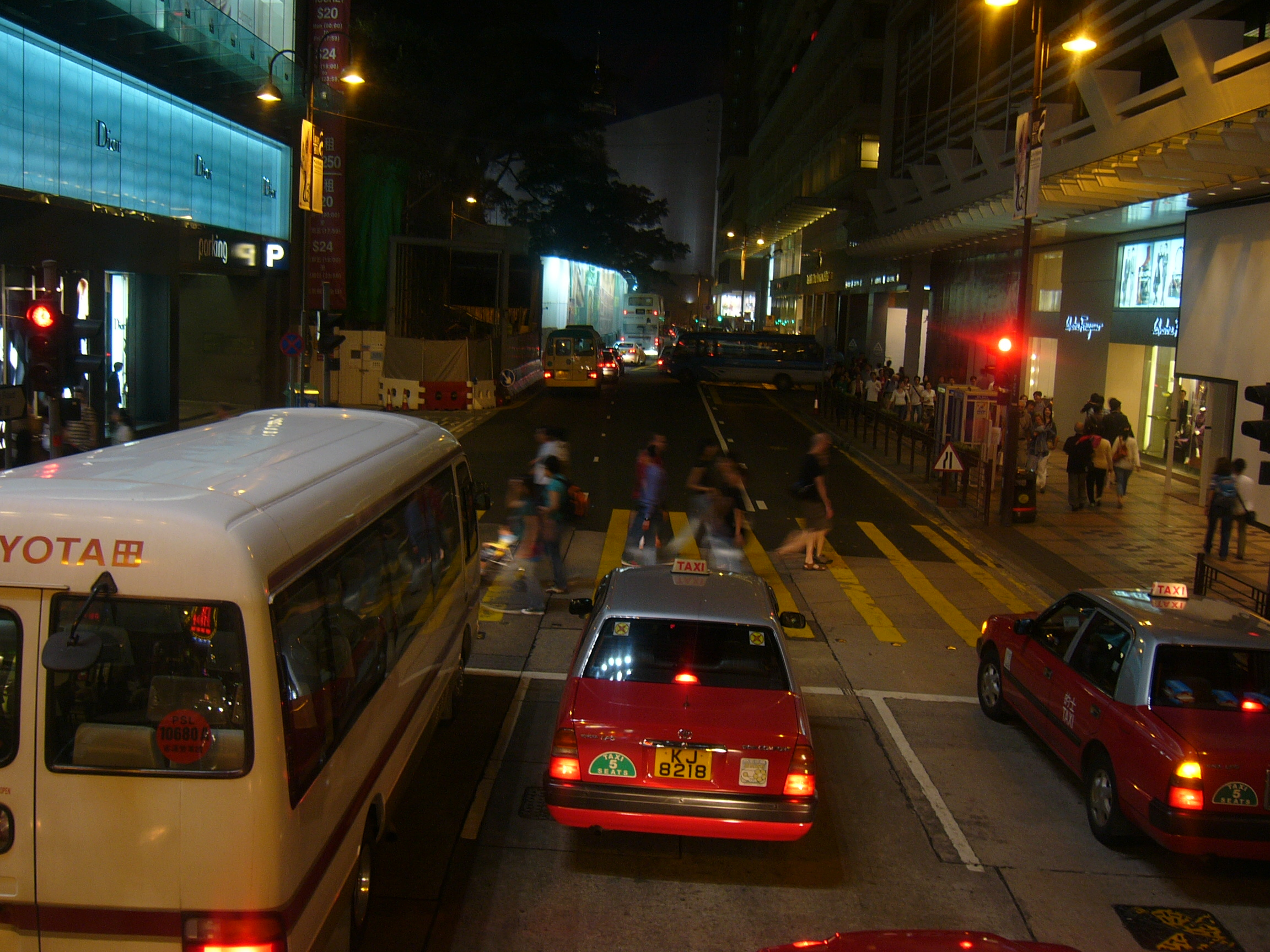
Canton Road junto a Harbour City por la noche, mirando hacia el sur.